# Mattel
Mattel je americký výrobce hraček. Společnost, která sídlí v kalifornském městě El Segundo, založili v roce 1945 Harold Matson a Elliot Handler. Název firmy je stvořen ze jmen obou zakladatelů. V roce 2014 na žebříčku Fortune 500 obsadila 403. pozici. Mezi její výrobky a značka patří Fisher-Price, panenky Barbie, postavičky Monster High a Winx Club, Hot Wheels a hračky značky Matchbox, Masters of the Universe, panenky American Girl, stolní hry a hračky WWE. Na počátku 80. let 20. století vyráběla herní konzole. Firma působí ve 40 zemích a prodává své výrobky ve více než 150 státech.

## Produkty
- American Girl
- Barbie
- Batman
- Big Jim
- BOOMco
- Cabbage Patch Kids (1994)-(2000)
- Computer Warriors (1989-1990)
- Chatty Cathy (1959-1965, 1969-1971, 1998, 2001)
- Dora
- Ever After High
- Fisher-Price
- Hot Wheels
- Justice League Unlimited
- He-Man and the Masters of the Universe
- Magic 8 Ball
- Major Matt Mason (1966 - 1970)
- Matchbox
- Max Steel
- Monster High
- My Scene
- Pixel Chix
- UB Funkeys
- Polly Pocket
- Popples
- Pound Puppies
- See 'n Say
- Strange Change Machine (1968)
- Superman
- Tyco R/C
- Vertibird
- UNO
- Rock 'Em Sock 'Em Robots (1966)
- M-16A2 (1973)
- Rhambos Mins Enfrasc
- Music from childrens (2004 en adelante)
- D-REX
- WWE Kids (2010-)
- Playmobil Geobra
- airsurfer
- Los Cars diecast
- DC Super Hero Girls